# Michaelsberg (Gundelsheim)

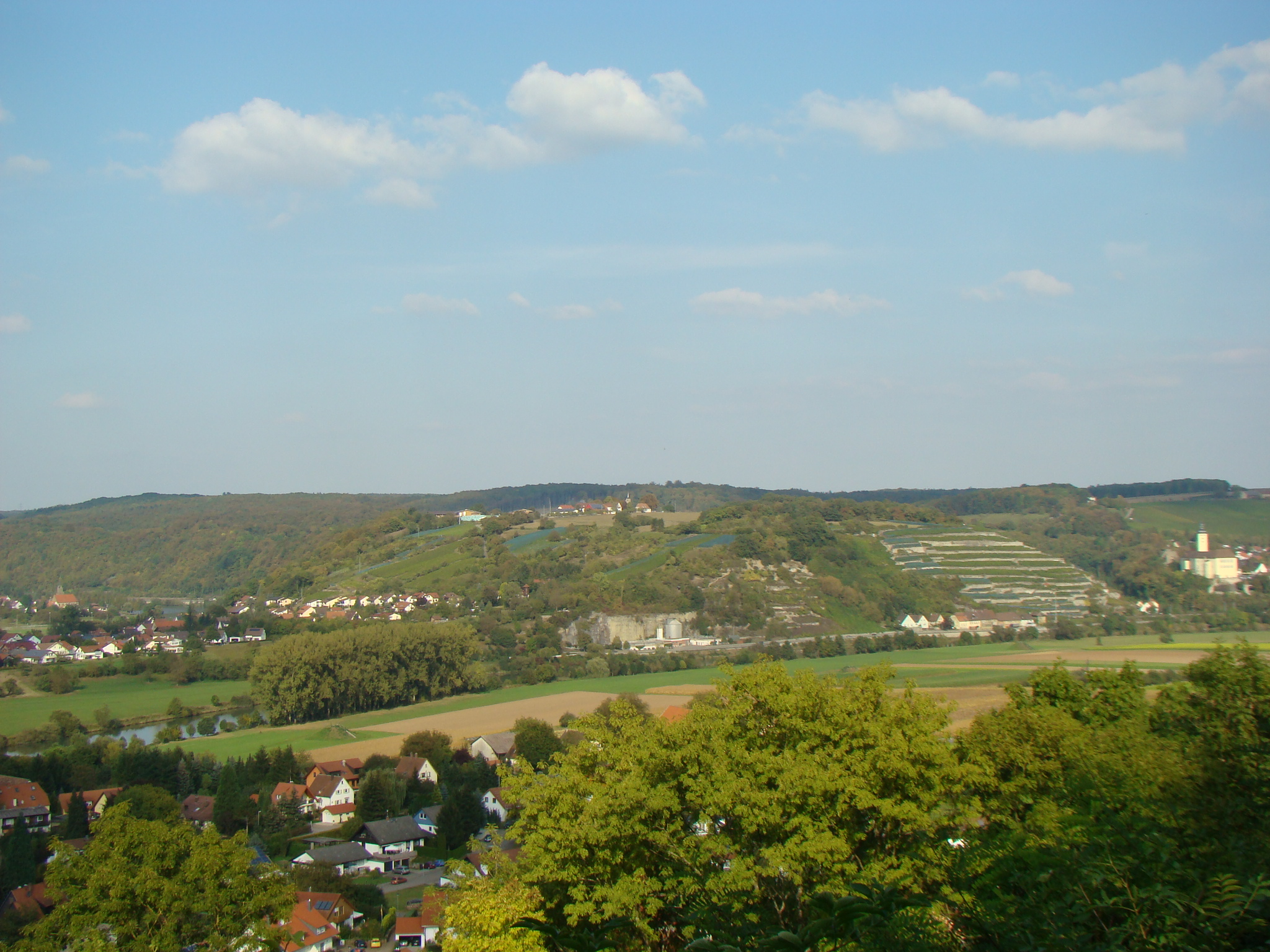
Der Michaelsberg bei Gundelsheim von Burg Guttenberg aus gesehen

Der Michaelsberg ist eine Erhebung bei Gundelsheim im Landkreis Heilbronn im nördlichen Baden-Württemberg. Ihre landwirtschaftlich genutzte Hochfläche liegt bis zu rund 100 Metern über dem Neckartal, auf ihrem höchsten Punkt steht die historische Michaelskapelle. Auf den Bergkanten ins Neckartal herunter reihen sich übereinander für den Weinbau errichtete, alte Steinterrassen, die dem Berg sein besonderes Gepräge geben. Südöstlich und knapp jenseits eines begrenzenden Bachtaleinschnittes liegt etwa 70 m unterhalb der Kapelle das Schloss Horneck, hinter dem sich unmittelbar die ersten Häuser der Stadt Gundelsheim anschließen.

## Geografie

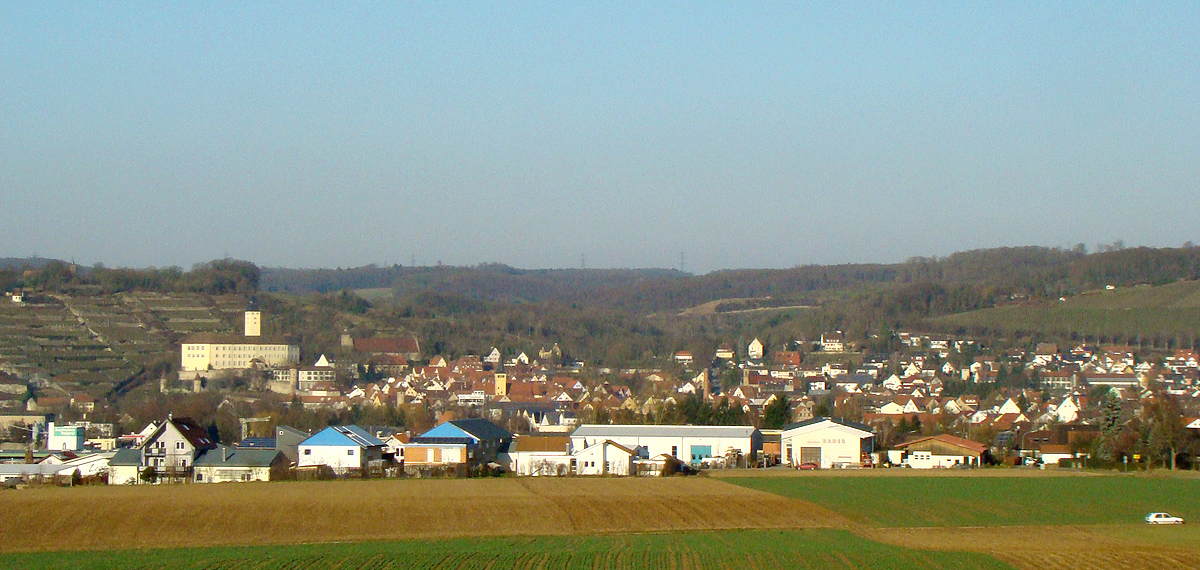
Gundelsheim liegt direkt am Fuß des Michaelsbergs (links)

Der 240 Meter hohe Michaelsberg liegt nordwestlich von Gundelsheim am rechten Ufer des Neckars. Der Neckar umfließt hier kurz vor seinem Eintritt in den Odenwald in einer nicht ganz 2 km ausladenden Schlinge nach Westen den Berg und das an seinem westlichen Hangfuß gelegene Böttingen. Seit den Eiszeiten hat sich der Lauf des Neckars in der Gegend um Gundelsheim und das stromabwärts benachbarte Haßmersheim oft geändert, hiervon zeugen die Reste von alten Talmäandern. In einer östlichen, längst vom Fluss verlassenen Schlinge hat sich die Stadt Gundelsheim entwickelt. Der wechselhafte Lauf des Neckars hat die Hänge des Michaelsbergs nach Süden, Nordwesten und Westen geformt. Östlich des Berges hat sich der zumeist südlich, zuletzt zwischen Bergspitze und Schloss Horneck für einen halben Kilometer südwestlich fließende Anbach steil eingegraben, womit dann die Kontur des Berges auf der Karte etwa Tropfenform zeigt, die Literatur vergleicht sie auch mit einem „zugeschnürten Beutel“. Zusammen mit der Böttinger Neckarschleife ist der Michaelsberg seit 1976 als ein 176 Hektar großes Landschaftsschutzgebiet ausgewiesen. Besonders geschützt als Naturdenkmal sind seit 1986 die von Hecken gesäumten, artenreichen Magerwiesen am südlichen Rand der Hochfläche, insbesondere die einen Hektar große Steppenheide Michaelsberg. Einzelschutz besteht auch für mehrere Trockenmauern, Steinriegel und Hecken.

## Geschichte
Bereits Menschengruppen der Mittelsteinzeit – vor rund 8000 bis 10000 Jahren – sind auf dem Michaelsberg nachweisbar, im 6. Jahrtausend v. Chr. haben Bauern der bandkeramischen Kultur dort auf der Hochfläche Ackerbau betrieben und im 4. Jahrtausend war vor allem die nördliche Seite des Berges während der Jungsteinzeit dichter besiedelt. Aus dieser Zeit hat man Spuren der Michelsberger Kultur (benannt nach dem gleichnamigen Michaelsberg bei Bruchsal) gefunden. In der Urnenfelderzeit wie auch in der Hallstattzeit war der Berg der Fundsituation nach wohl überwiegend im Westen besiedelt, nach Böttingen zu. Auf eine Besiedlung während der Römerzeit gibt es nur vage Hinweise, etwa den römischen Weihestein am Südportal der Michaelskapelle. In nachrömischer Zeit war das fruchtbare Neckartal am Fuße des Berges recht früh besiedelt; die dicht an ihn heranreichenden Orte Böttingen und Gundelsheim (bzw. dessen Ursiedlung Gundolfesheim) fanden bereits in der zweiten Hälfte des 8. Jahrhunderts Erwähnung. Die Michaelskapelle auf dem Michaelsberg ist eine der frühesterwähnten Kirchen im Neckargebiet, ihr Patron Michael hat denn auch dem Berg seinen Namen gegeben. An der Kapelle liegt ein Friedhof, auf dem die Böttinger, wie bereits vor Jahrhunderten, ihre Toten begraben.

## Nutzung

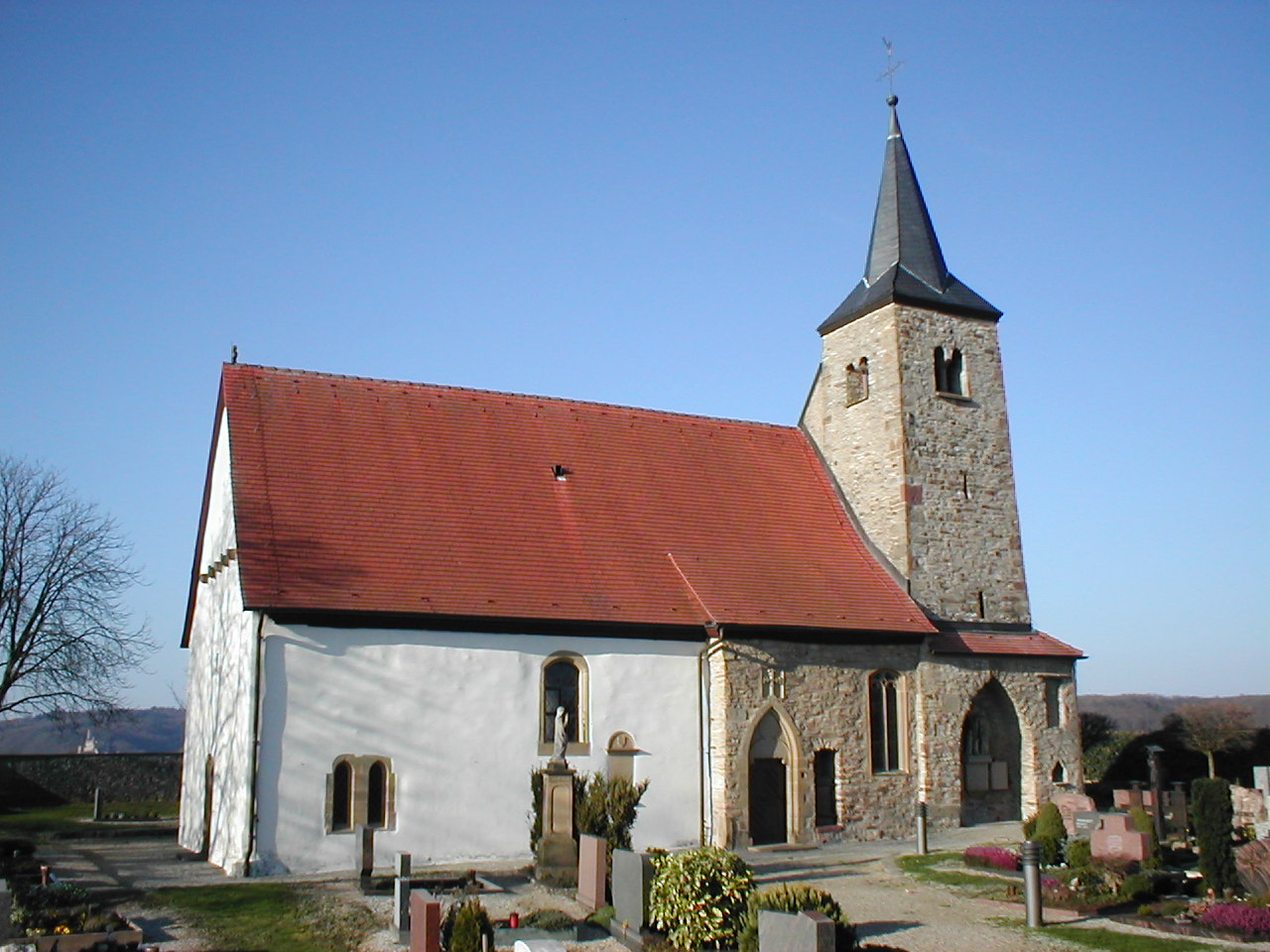
Die Michaelskapelle auf dem Michaelsberg

Die Hochfläche des Berges diente schon früh als Waldweide für Rinder, Schafe und Schweine, durch den Verbiss litt die ursprüngliche Bewaldung und ging zurück.
Die sonnigen Hänge des Michaelsbergs, vor allem die Steilhänge nach Süden und Westen, werden seit dem Mittelalter für den Anbau von Wein genutzt. Die schattigeren Hanglagen nach Norden und Osten sind heute überwiegend bewaldet, zeigen jedoch ebenfalls Spuren von steinernen Terrassenanlagen und waren trotz ihrer weniger günstigen Lage einst auch Weingärten. Die Terrassen wurden spätestens im 11. Jahrhundert angelegt, als der Weinbau im Neckartal stark zunahm. Am Steilhang nach Westen, dem Gewann Himmelreich, erreichen die Terrassenstufen eine Höhe von bis zu acht Metern, er wird in der Oberamtsbeschreibung von 1881 als beste Weinlage des Oberamts Neckarsulm bezeichnet. Bereits im frühen 19. Jahrhundert gab man den arbeitsintensiven Weinanbau an den Hängen nach Haßmersheim auf, also an den steilsten Lagen; andere ungünstige Lagen bewirtschaftete man noch bis ins 20. Jahrhundert hinein, ehe man sie aufforstete oder sie verbuschen und verwalden ließ.
Neben der Kapelle liegen einige landwirtschaftliche Anwesen, die zusammen den Wohnplatz Michaelsberg bilden. Die Weingärtnerfamilie Greiss wurde im Jahr 2000 für die Unterhaltung der historischen Weinberge und den Wiederaufbau des verfallenen Weinberghäuschens von 1839 mit dem Kulturlandschaftspreis des Schwäbischen Heimatbundes ausgezeichnet. Die NABU-Ortsgruppe Bad Friedrichshall und der auf dem Michaelsberg ansässige Landwirt Michael Schäfer erhielten im Jahr 2006 dieselbe Auszeichnung für die Pflege der Kulturlandschaft auf dem Michaelsberg.

## Natur
Das Landschaftsbild des Michaelsbergs ist bestimmt von Wiesen, Streuobstwiesen, Weiden, Äckern, Weinbergen, Hecken und Waldhainen. Diese Vielfalt an kulturlandschaftlichen Lebensräumen ermöglicht eine ungleich größere Artenvielfalt als der urtümliche Bewuchs mit Rotbuchen sie bot.
Die geringen Niederschläge und die nur dünne Bodenauflage über dem Muschelkalkgestein begünstigen Magerwiesen mit Pflanzen wie der Aufrechten Trespe, dem Frühlings-Fingerkraut, der Frühlings-Segge, dem Rauhaarigen Veilchen, dem Arznei-Thymian oder der Kleinen Bibernelle. Außergewöhnlich selten ist die hier anzutreffende Thymian-Seide, die in der Umgebung sonst nirgends vorkommt. Ein großer Bestand der sonst seltenen Feld-Mannstreu lebt an den Säumen der Magerwiesen.
In den Hecken auf dem Michaelsberg wachsen Weinrose, Haselnuss, Schlehe, Weißdorn, Berberitze, Geißblatt, Kreuzdorn und Pfaffenhütchen. Sie werden regelmäßig geschnitten, damit sie nicht von in ihnen aufwachsenden Bäumen überwuchert und schließlich verdrängt werden.
Die Haine auf dem Michaelsberg sind als Hudewälder ausgebildet, da sie von Rindern beweidet werden, wodurch die charakteristische Fraßkante am Geäst der Stieleichen entsteht.
Die Trockenmauern und Steinriegel des Michaelsbergs sind ein Lebensraum ganz eigenen Charakters. Ihre Steine bestehen meist aus dem unter der Bodendecke anstehenden Muschelkalk, sie wurden wohl am Ort gebrochen. Hier wachsen Weißer und Scharfer Mauerpfeffer, Runder Lauch, Taube Trespe und Natterkopf. Das Ästige Glaskraut besiedelt die Steinriegel am Fuße des Berges, es kommt in Südwestdeutschland fast nur im warmen unteren Neckartal vor. An der Friedhofsmauer um die Michaelskapelle findet man das seltene Haar-Kissenmoos.
Die Weinberge sind seit alters her Standorte besonders von Zwiebelpflanzen, denn diese ertragen die ständige Bodenbearbeitung besser als andere Pflanzenarten. Weil die steilen Lagen der Weinberge nur sehr eingeschränkt maschinelle Bearbeitung erlauben, haben sich hier einige andernorts bereits verschwundene Weinbergpflanzen halten können, darunter der Acker-Gelbstern und der Runde Lauch. An weiterer seltener Weinbergflora trifft man auf Färberwaid und Felsennelke. Von vielstengligem Schaumkraut, Gewöhnlichem Greiskraut, Roter Taubnessel, Sonnwend-Wolfsmilch, Gewöhnlichem Löwenzahn, Persischem Ehrenpreis, Kompasslattich und Feinstrahl-Aster existieren hier größere Bestände.